# Emil Otto Grundmann

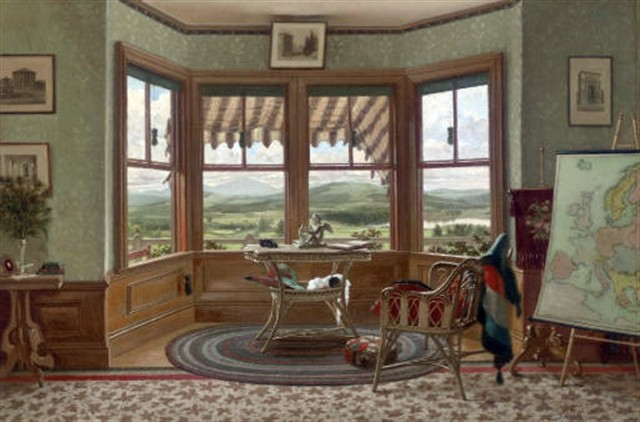
Interior at the Mountains (Zimmerbild mit Aussicht auf die White Mountains), 1878

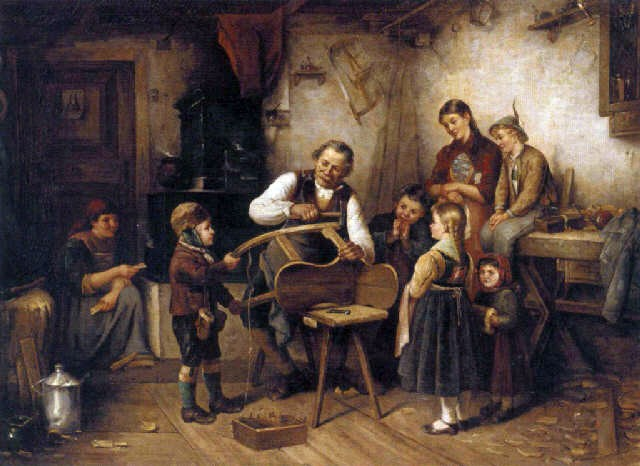
The Sleigh Maker (Der Schlittenmacher)

Emil Otto Grundmann (* 1844 in Meißen; † 27. August 1890 in Dresden) war ein deutscher Maler.

## Leben
Grundmann studierte 1861 bis 1864 bei Julius Hübner an der Kunstakademie Dresden und bei Hendrik Leys an der Königlichen Kunstakademie in Antwerpen sowie in Düsseldorf, wo er sich von 1873 bis 1876 niedergelassen hatte. Dann wanderte er in die Vereinigten Staaten aus und wurde dort ein anerkannter Maler. Auf Empfehlung seines Antwerpener Freundes Francis Davis Millet bekam er die Stelle als erster Direktor der Kunstschule des Museum of Fine Arts in Boston. An dieser Schule arbeitete er mit Joseph DeCamp zusammen. 
Viele Künstler besuchten seine Kurse und ließen sich durch seine europäischen Ansichten beeinflussen. Zu ihnen zählen unter anderen Edmund Charles Tarbell, Edward Clark Potter, Robert Reid, Ernest Fenollosa, Frank Weston Benson und Charles Henry Turner.